# Tetrastemma arctica
Tetrastemma arctica är en djurart som tillhör fylumet slemmaskar, och som beskrevs av Ushakov 1926. Tetrastemma arctica ingår i släktet Tetrastemma och familjen Tetrastemmatidae. Inga underarter finns listade i Catalogue of Life.